# Czubajeczka kasztanowata

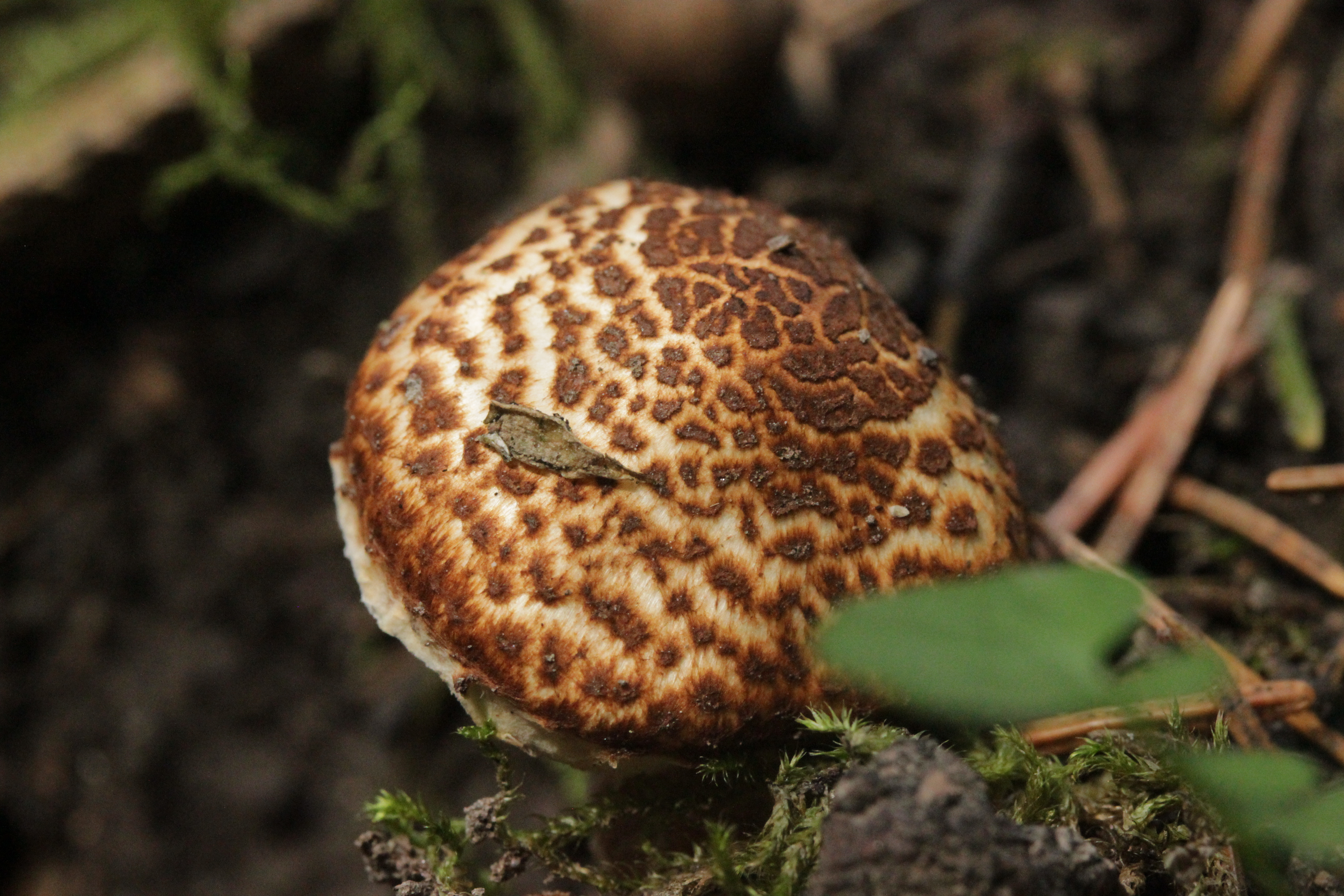

Czubajeczka kasztanowata (Lepiota castanea Quél.) – gatunek grzybów z rodziny pieczarkowatych (Agaricaceae).

## Systematyka i nazewnictwo
Pozycja w klasyfikacji według Index Fungorum: Lepiota, Agaricaceae, Agaricales, Agaricomycetidae, Agaricomycetes, Agaricomycotina, Basidiomycota, Fungi.
Synonimy:

- Lepiota ignicolor Bres. 1892
- Lepiota ignicolor f. gracilis Locq. 1945
- Lepiota ignicolor Bres. 1892 f. ignicolor
- Lepiota ignipes Locq. ex Bon 1978
- Lepiota ignipes Locq. 1952
- Lepiota rufidula Bres. 1902
- Mastocephalus castaneus (Quél.) Kuntze 1891

Nazwę polską zaproponował Władysław Wojewoda w 2003 r.

## Morfologia
Kapelusz
Średnica 1–4,5 cm, początkowo wypukły, potem płaski z tępym garbkiem. Powierzchnia o barwie pomarańczowobrązowej do czerwonobrązowej, popękana koncentrycznie na ziarniste łuseczki na białym lub kremowym tle. Łuseczki włókniste z odgiętymi końcami. Brzeg jaśniejszy i mniej łuseczkowaty.
Trzon
Wysokość od 4 do 6 cm, średnica od 0,18 do 0,3 cm, cylindryczny, nieco tylko rozszerzający się w kierunku podstawy, początkowo pełny, potem pusty. Pierścienia zwykle brak, występuje tylko na 2/3 wysokości strefa pierścieniowa. Powierzchnia powyżej tej strefy jest gładka, biała, poniżej tej strefy łuseczkowata, jasnobrązowa do brązowej. Łuseczki ułożone wieńcowato, tej samej barwy co na kapeluszu. Z podstawy wyrastają białe sznury grzybniowe.
Blaszki
Wolne, brzuchate, stłoczone, o szerokości 3 mm i gładkich ostrzach. Barwa od białej do kremowej.
Miąższ
Biały, o podobnym zapachu jak u czubajeczki cuchnącej.
Cechy mikroskopowe
Wysyp zarodników biały. Podstawki maczugowate, 4-sterygmowe, o rozmiarach 18–23 × 9–10 μm. Zarodniki cienkościenne, o rozmiarach 9,5–13 × 3,8–5,2 μm, dość nieregularnym kształcie, z dużą boczną ostrogą. amyloidalne. Cheilocystydy zwykle liczne, o rozmiarach 18–36 × 5,5–12,5 μm, ostrym lub zaokrąglonym wierzchołku i cienkościenne. Pleurocystyd brak. Komórki skórki wąskie, cylindryczne, rozszerzone w środku, o długości 40–36 μm i średnicy 6,5–35 μm, o lekko pogrubionych ścianach, jasnobrązowe do brązowych z ciemnobrązowym pigmentem. Pod skórką strzępki o średnicy 2,5–5 μm, wszystkie ze sprzążkami na septach.

## Występowanie i siedlisko
Jest szeroko rozprzestrzeniona w Europie i Ameryce Północnej oraz na obszarach Azji o umiarkowanym klimacie. Występuje także w Indiach, Nepalu, Tajlandii oraz Papui-Nowej Gwinei. W piśmiennictwie naukowym na terenie Polski do 2003 r. podano 7 stanowisk. Więcej i aktualnych stanowisk podaje internetowy atlas grzybów. Nie znajduje się na Czerwonej liście roślin i grzybów Polski z 2006 r., W. Wojewoda podaje, że jej rozprzestrzenienie w Polsce nie jest znane.
Saprotrof występujący zarówno w lasach liściastych, jak iglastych, na glebach gliniastych i zasadowych, ale także kwaśnych, na igliwiu. Owocniki pojawiają się od września do listopada.
Grzyb trujący.

## Gatunki podobne
- czubajeczka brązowoczerwonawa (Lepiota brunneoincarnata), która ma kapelusz z fioletowym odcieniem, a trzon pod pierścieniem strefowo łuskowaty,
- czubajeczka różowobrązowa (Lepiota pseudohelveola) posiada błoniasty pierścień, a na kapeluszu brak czerwonawych odcieni,
- czubajeczka brązowożółta (Lepiota boudieri) ma mniej łuskowaty kapelusz i nieprzyjemny zapach[8].